# 6mm BR
6mm BR — набій центрального запалення створений для стрільби зі станка. Набій також відомий під назвою 6mm Bench Rest або просто 6 BR, а також завоював популярність серед мисливців на дрібну дичину через свою ефективність. Є два базових варіанти з дуже схожими параметрами, відомі як 6mm BR Remington та 6mm Norma BR.

## Історія
Незабаром після появи кустарного набою .308×1.5" Barnes на базі набою .308 Winchester, умільці та експериментатори почали розробляти власні кустарні набої на базі .308 Winchester. До 1963 року існувало кілька набоїв створених на базі набою Барнса калібру .22 (5.56 мм) та .24 (6 мм). Точність і ефективність нових патронів були відзначені стрілецькою спільнотою. Версія набою калібру .24 (6 мм) стала відома під назвою 6 мм Bench Rest або 6 мм BR через його популярність серед спортсменів, які стріляють зі станка.
Оскільки набій був кустарним і не був стандартизований кілька років, існувало кілька варіантів набоїв. Формування вогню було потрібне в гільзі, яка знаходилася в патроннику, оскільки різні гвинтівки мали різні патронники. Окрім варіантів набою 6 мм BR випуску компаній Ремінгтон та Норма існували такі варіанти: 6мм BRX, 6мм Dasher, 6 мм BRBS 6 мм UBL.

### 6 мм BR Remington
В 1978 році компанія Ремінгтон почав випуск своєї гвинтівки Remington 40-X під набій 6мм BR і назвали свою версію набою 6мм Bench Rest Remington. До 1988 року компанія Ремінгтон також випускала боєприпаси. Компанія Ремінгтон продовжує пропонувати набої 6мм BR Remington для гвинтівок серії 40-X. Версія набою компанії Ремінгтон зараз вважають застарілою.

### 6 мм Norma BR
В 1996 році шведська компанія Norma представила набій 6мм Norma BR, яки за параметрами був схожий на набій 6мм BR Remington.
Проте, патронник для набою Norma повинен був мати довшу горловину, щоб можна було використовувати кулю з дуже низьким опором. Його розробили для оптимізації точності, терміну служби стволу та об'єму гільзи набою 6 мм для стрільби по мішеням на відстані 300—600 метрів. Таким чином він поєднує розумний об'єм гільзи (2,45 мл) із співвідношенням площі стволу (29,52 мм2/0,2952 см2) з достатнім простором для заряджання відносно довгих тонких куль, що може забезпечити хорошу аеродинамічну ефективність та зовнішні балістичні характеристики кулі.
Це найпоширеніший варіант набою, який використовується сьогодні.
Набій 6мм Norma BR став популярним набоєм в цільових гвинтівках, які використовують для стрільби на 300 метрів ISSF та CISM, а також в інших стрілецьких дисциплінах на відстанях понад 300 метрів.

## Конструкція
Набій 6mm BR Remington створено на базі набою .308×1.5" Barnes шляхом звуження дульця для використання куль калібру .243. Набій .308×1.5" Barnes створено на базі гільзи набою .308 Winchester, яку вкоротили на 38 мм. Це один з перших набоїв, який відповідає концепції короткого і товстого набою. Короткі товсті набої мають характеристики, які роблять їх ефективними і точними.

## 6 мм Norma BR
Набій 6мм Norma BR було представлено компанією Norma в 1996 році. Він базується на набої 6мм BR Remington, хоча в набої Ремінгтона використовували кулю вагою 4,5 г, компанія Norma стандартизувала набій з кулею з дуже низьким опором вагою 6,5 г, таким чином реалізуючи далекобійні можливості набою. Для такого набою була потрібна більш довша горловина в гвинтівці.